# Armin Schwolgin
Armin Fritz Schwolgin (* 30. Juli 1953 in Lexow, Mecklenburg) ist ein deutscher Wirtschaftswissenschaftler, der an der Dualen Hochschule Baden-Württemberg (DHBW) in Lörrach als Professor für Logistik tätig ist. Darüber hinaus ist er Adjunct Professor an der Beijing Wuzi University in Peking und Distinguished Professor am Yanching Institute of Technology in Langfang City in der Provinz Hebei.

## Leben und Wirken
Schwolgin erwarb im Rahmen eines Schüleraustausches in McHenry (USA) das High School Diploma und machte 1974 das deutsche Abitur in Detmold. Nach dem Wehrdienst (1973–1974) studierte er Wirtschaftswissenschaft an der Ruhr-Universität Bochum mit dem akademischen Abschluss Diplom-Ökonom (1980). Dort folgte eine Assistentenzeit bei Joachim Süchting am Institut für Kredit- und Finanzwirtschaft. Während dieser Zeit hielt er sich für sechs Monate zur Forschung an der Stern School of Business, New York, N.Y. (1980) auf und ging Dozententätigkeiten an der Verwaltungs- und Wirtschaftsakademie Industriebezirk in Bochum nach. Später unterrichtete er an der Verwaltungs- und Wirtschaftsakademie in Wuppertal sowie der Managementakademie (FOM) in Essen. Mit einer Arbeit über finanzielle Innovationen und Mindestreservepolitik wurde er 1984 an der Ruhr-Universität Bochum zum Dr. rer. oec. promoviert.
Von 1985 bis 1997 war er für den Bayer-Konzern im Bereich Konzernfinanzen und bei den Konzerntöchtern Bayer USA Inc., Pittsburgh, USA sowie Bayer do Brasil, São Paulo, Brasilien, tätig. Nach der Rückkehr in das Stammhaus leitete er dort das zentrale Konzern-Controlling. Ab 1997 gehörte er dem Vorstand der DB Regio AG an; zu den betreuten Ressorts gehörten Finanzen und Controlling, Einkauf und Informatik.
Nach einer freiberuflichen Tätigkeit als Berater und Interimsmanager im Verkehrsbereich wurde er 2002 als Professor an die DHBW-Lörrach berufen, wo er seit 2004 als Studiengangsleiter BWL-Spedition, Transport und Logistik wirkt. Von 2007 bis 2010 war er Dekan der Fakultät Wirtschaft. Seit 2007 ist er für die Kooperation mit der Beijing Wuzi University in Peking zuständig, deren Auf- und Ausbau er ganz wesentlich betrieben hat.
Er ist Mitherausgeber des Praxishandbuch Logistik (Wolters Kluwer Verlag) und der Schriftenreihe des Lörracher Logistik Forums an der DHBW Lörrach.

## Forschungsengagements
In Forschung und Lehre befasst er sich heute vor allem mit Fragen des Logistikcontrollings und der Logistik in Schwellenländern, insbesondere in Brasilien, Kolumbien und China. Über den Transport- und Logistikbereich dieser Länder hat er eine Vielzahl von Veröffentlichung vorgelegt. Seit 2005 bearbeitet er vor allem Problemstellungen aus den Bereichen Finanzierung und Controlling von Logistikdienstleistern sowie der Logistik in China und Brasilien.

## Schriften
- Finanzielle Innovation und Mindestreservenpolitik. Reformvorschläge auf Grund amerikanischen und deutschen Entwicklungen. Dissertation. Ruhr-Universität Bochum. Knapp, Frankfurt am Main 1986, ISBN 3-7819-0351-6.
- Die Wiederentdeckung der Eisenbahn in Kolumbien. Vergangenheit – Gegenwart – Zukunft. Duale Hochschule Baden-Württemberg, Lörrach 2015.